# Straight Up (álbum de Badfinger)
Straight Up es el tercer álbum de la banda de rock británica Badfinger, lanzado en diciembre de 1971 en los Estados Unidos y en febrero de 1972 en Gran Bretaña. Publicado en el sello discográfico de Apple de los Beatles, incluye los exitosos singles "Day After Day" y "Baby Blue", y el popularmente conocido "Name of the Game", todos ellos escritos por el cantante y guitarrista Pete Ham. El álbum marcó un alejamiento del sonido más roquero de los lanzamientos anteriores de Badfinger, en parte como resultado de la intervención de Apple Records con respecto a la dirección musical de la banda. Aunque Straight Up recibió una respuesta mixta de los críticos en el lanzamiento, muchos críticos ahora lo consideran como el mejor álbum de la banda. El crítico de Rolling Stone, David Fricke, se ha referido a él como el "ápice del power pop de Badfinger".
La producción en lo que se convirtió en Straight Up duró nueve meses, al principio de los cuales el grupo hizo un álbum de grabaciones con el productor Geoff Emerick, en medio de sus compromisos de gira. Una vez que Apple decidió dejar de lado estas grabaciones, George Harrison se hizo cargo de la producción, solo para que se sintiera indispuesto con los eventos asociados con el concierto de Bangladés, en el que Badfinger también actuó. Harrison le pasó el proyecto al productor estadounidense Todd Rundgren, quien supervisó la grabación de la mayor parte del álbum.
Straight Up fue reeditado en CD en 1993, con bonus tracks, y remasterizado de nuevo en 2010.

## Fondo
Badfinger precedió a la grabación de su tercer álbum, Straight Up, con el bien recibido No Dice (1970), y una serie de aclamados shows en Urgano en Nueva York que ayudaron a establecer el grupo en Estados Unidos. En agradecimiento por las contribuciones de la banda a su primer álbum solista post-Beatles, All Things Must Pass, George Harrison presentó a Badfinger en su primera noche en Urgano, sobre lo cual Janis Schacht de Circus informó: "Por un tiempo, la mayoría de la gente observó a George Harrison fijarse en Badfinger, y luego todos notaron lo buenos que eran, lo suficientemente buenos como para desviar la atención de un antiguo Beatle ".
Si bien era una banda atractiva para el público estadounidense, la asociación con los Beatles, en parte por su discográfica, Apple Records, siguió obstaculizando los intentos de la banda de forjar su propia identidad. Después de hacer su debut con la canción escrita por Paul McCartney "Come and Get It", Badfinger experimentaría compromisos artísticos similares durante la producción de Straight Up. En otras áreas de la operación del grupo, los cuatro miembros firmaron un acuerdo de gestión con el agente estadounidense Stan Polley en noviembre de 1970, y la banda contrató una parte del castillo de Clearwell en Gloucestershire como base para componer y ensayar.

## Grabación

### Grabaciones rechazadas con Geoff Emerick
Las sesiones iniciales para el nuevo álbum comenzaron en enero de 1971 en los Abbey Road Studios de Londres, bajo la dirección de Geoff Emerick, quien había producido la mayor parte de No Dice. La banda también trabajó en Command Studios en el centro de Londres y en AIR Studios, la instalación propiedad del exproductor de los Beatles George Martin. Doce pistas de estas sesiones producidas por Emerick se completaron en marzo, con la banda corriendo para terminar el álbum sin título antes de salir a regañadientes de una gira por Estados Unidos de dos meses que Polley había reservado.
El "Name of the Game" escrito por Pete Ham estaba programado para su lanzamiento como sencillo, pero Phil Spector, jefe de A&R en Apple, cancelaría el lanzamiento. Según el autor Richard Williams, Spector consideró que la canción era un seguimiento inadecuado del hit single de la banda, No Dice, "No Matter What". Aunque el guitarrista de Badfinger Joey Molland ha dicho que Harrison fue responsable de que las grabaciones de Emerick fueran rechazadas, el biógrafo de la banda, Dan Matovina, escribe que el rechazo de hecho provino de Allan Steckler, jefe de la operación estadounidense de Apple, donde la mayoría de las decisiones de la disquera se hicieron ahora. Spector y Harrison presentaron una versión remezclada de "Name of the Game", el 23 de abril, que también recibió la desaprobación de Steckler. Mientras la banda estaba en Nueva York durante la gira, asistieron a una sesión en Bell Studio, donde Al Kooper dobló el piano y el órgano en la pista; La posterior mezcla de la canción de Kooper tampoco tuvo éxito.
Sabiendo que Harrison valoraba mucho a la banda, Steckler le pidió que trabajara con el grupo. Apple por lo tanto archivó el álbum producido por Emerick, incluidas seis canciones de las cuales Badfinger volvería a usar para un lanzamiento eventual. En una entrevista en enero de 1972 con Disc and Music Echo, Ham reflexionó que la banda se había dado cuenta después de esta gira de 1971 que estaban descontentos con las sesiones iniciales, diciendo: "intentamos hacer un álbum [entre giras] y no lo hicimos, debimos tener tiempo suficiente ".

### Sesiones con George Harrison y el concierto por Bangladés
Harrison estaba ansioso por ver a la banda crear un trabajo más maduro al estilo del álbum Beatle de 1969 Abbey Road, una visión que Ham compartió. Desde el 30 de mayo, Badfinger trabajó con su nuevo productor en Abbey Road, grabando cuatro de las doce canciones finalmente emitidas en Straight Up. Las pistas eran versiones nuevas de "Name of the Game" y "Suitcase", esta última escrita por Molland y también grabada anteriormente con Emerick; "Day After Day", una nueva canción de amor de Ham; y la composición de Molland "I'd Die Babe".
Molland recordó más tarde que Harrison virtualmente "se unió a la banda", al contribuir con la guitarra durante estas sesiones. Harrison se sintió particularmente atraído por "Day After Day", en el que interpretó un dúo de guitarra con slide con Ham. Más tarde, agregó un overdub de piano por Leon Russell, a quien Badfinger había apoyado en su reciente gira por los Estados Unidos. Harrison tocó guitarras acústicas y eléctricas en "I'd Die Babe", y proporcionó el arreglo musical para "Suitcase". Otro músico externo, Klaus Voormann, contribuyó con la parte del piano eléctrico en "Suitcase", que presentaba a Russell tocando la guitarra.
La banda tomó un descanso de la grabación a finales de junio, mientras Harrison trabajaba en Los Ángeles con el músico indio Ravi Shankar, produciendo la banda sonora de Raga. A petición urgente de Shankar, Harrison aceptó realizar el Concierto por Bangladés en Nueva York, y voló de regreso a Londres el 12 de julio para explicar a Badfinger que no podría completar su trabajo en Straight Up, y a invitarlos a tocar en los conciertos benéficos el 1 de agosto. Retomando sus papeles de las sesiones All Things Must Pass, Ham, Tom Evans y Molland actuaron como guitarristas de ritmo acústico en los shows y Mike Gibbins tocó la percusión. Además, a pesar de no haber tenido ningún ensayo previo, Ham hizo un dúo con Harrison en una versión acústica de "Here Comes the Sun".

### Sesiones con Todd Rundgren y finalización del álbum
Durante septiembre de 1971, con Harrison envuelto en la preparación del álbum en vivo de Bangladés y la película del concierto para su lanzamiento, Apple contrató a Todd Rundgren para terminar el álbum de Badfinger. Según Ham, Rundgren se había encontrado con Harrison en Nueva York y había expresado interés en trabajar con el grupo.
Además de trabajar con Rundgren en Londres en algunas composiciones más recientes, la banda volvió a grabar dos canciones de las sesiones de Emerick: "Money", escrita por Evans, y "Perfection" de Ham. Dos pistas eran remanentes de las sesiones de Geoff Emerick: Rundgren volvió a mezclar y aceleró "Flying", mientras que "Sweet Tuesday Morning", la canción de amor de Molland a su esposa Kathie, fue sobregrabada y remezclada. Todas estas pistas aparecieron en el álbum lanzado, al igual que las nuevas canciones "Take It All", la reflexión de Ham sobre la actuación en el Concert for Bangladesh y la canción de apertura de Straight Up; "Sometimes", por Molland; y "It's Over", el tributo de Evans a los fanáticos estadounidenses de la banda. La otra nueva grabación fue "Baby Blue", escrita por Ham y también inspirada en la reciente gira estadounidense. Rundgren trabajó rápidamente en el proyecto, completando las grabaciones en dos semanas. Sin embargo, en lugar de una colaboración fácil, las sesiones con Rundgren crearon lo que Terry Staunton de Record Collector describe como "fricción de estudio entre el [productor] estadounidense y sus cargos".
Rundgren hizo la mezcla final para todo el álbum. Estaba molesto por no recibir un crédito de coproducción por ninguna de las canciones producidas por Harrison, y más tarde le dijo al autor Peter Doggett: "[Harrison] no terminó ninguna de las canciones, aunque estaba perfectamente dispuesto a tomar el crédito por las canciones que terminé ". Aunque admiraba las habilidades técnicas de Rundgren en el estudio, Badfinger se expresaron abiertamente en oposición a sus métodos de trabajo; Matovina escribió en un artículo de 1979 para Trouser Press: "Según la banda, era totalmente dominante y tenía poco respeto por sus ideas. Todd hizo el álbum resbaladizo y simple, y se perdió una gran parte de la energía natural del grupo". Mientras Ham estaba especialmente seguro de trabajar con Harrison, y Molland lo describió como "una gran experiencia, era un maestro en el estudio ... muy alentador y cooperativo", Molland también lamentó la pérdida de la banda. de control creativo, de modo que el resultado estuvo lejos de su visión original.

## Lanzamiento
Apple lanzó Straight Up el 13 de diciembre de 1971 en América (con el número de catálogo de Apple SW 3387) y el 11 de febrero de 1972 en Gran Bretaña (como Apple SAPCOR 19). El sencillo principal del álbum, "Day After Day" respaldado con "Money", fue emitido el 10 de noviembre de 1971 en los Estados Unidos, pero el sencillo se retrasó hasta el 14 de enero en el Reino Unido, donde el lado B fue "Sweet Tuesday Morning" . El diseño artístico del álbum fue atribuido a Gene Mahon y Richard DiLello, el último de los cuales tomó las fotografías grupales utilizadas en la parte delantera y trasera de la portada. Una nota en la manga le ofreció "gracias especiales" a Geoff Emerick.
En Estados Unidos, Straight Up llegó al número 31 durante 32 semanas en Billboard's Top 200 LPs, mientras que se ubicó dentro de los primeros veinte en listas de álbumes en Canadá y Australia. "Day After Day" se convirtió en el sencillo con mayor registro de Badfinger en la lista Billboard Hot 100 de Estados Unidos, llegando al número 4, y fue certificado por la RIAA el 4 de marzo. Aunque el álbum no pudo ubicarse en los 40 álbumes principales del Reino Unido, "Day After Day" fue el tercer éxito de la banda entre los diez primeros, alcanzando el número 10.
Como el sencillo de seguimiento, "Baby Blue" alcanzó su punto máximo en el número 14 en el Hot 100, y "Name of the Game" se convirtió en otra pista popular en la radio de los Estados Unidos. El éxito del álbum se vio empañado por la falta de promoción de Apple, que había programado "Baby Blue" como sencillo en el Reino Unido, pero luego canceló el lanzamiento.

## Reedición

### 1993
El álbum fue remasterizado por Ron Furmanek en Abbey Road en marzo de 1992 y lanzado en CD en junio de 1993. Como bonus tracks, esta reedición incluía las grabaciones originales producidas por Emerick de "Name of the Game", "Suitcase", "Money", "Flying" y "Perfection". El colaborador de Record Collector, Andy Davis, proporcionó un ensayo de la nota de portada para el lanzamiento, con una investigación proporcionada por Matovina.
Entre las diferencias en los arreglos musicales entre los bonus tracks y las versiones emitidas en 1971, "Name of the Game" presenta orquestaciones que no se encuentran en la producción posterior de Harrison, y "Money" y "Flying" tienen partes orquestales, arregladas por George Martin. La letra de "Suitcase" incluye la mención de "pusher / empujador" que Harrison le había pedido a Molland que cambiara (a favor de la palabra "butcher / carnicero"), para asegurarse de que la canción sonara en la radio. "Perfection" presenta instrumentación como sintetizador y armónica, pero no las partes de percusión que se encuentran en la versión producida por Rundgren. El bonus track final en la reedición de 1993 fue la mezcla única de Estados Unidos de "Baby Blue", la principal diferencia fue la adición de reverberación adicional en la caja de Gibbins.

### 2010
En octubre de 2010, Straight Up fue remasterizado de nuevo para su inclusión en el Apple Box Set de diecisiete discos. Como en 1993, la reedición agregó la versión descartada de "Name of the Game" y la mezcla alternativa de "Baby Blue". Las pistas de bonificación restantes fueron todas de las sesiones de enero a marzo de 1971 con Emerick. Una canción había aparecido previamente en el CD No Dice de 1992: "I'll Be the One", escrita por los cuatro miembros del grupo, y rechazada como posible sencillo luego de que Harrison la considerara "demasiado Beatle". Las otras pistas extra nunca antes se habían lanzado: "Baby, Please", una colaboración entre Ham, Molland y Gibbins; y las composiciones de Evans "No Good at All" y "Sing for the Song". En las notas de la portada del CD, nuevamente escrito por Davis, Molland recuerda que Emerick y el productor de "No matter What" Mal Evans estaban entre los muchos cantantes de coro en "Sing for the Song".
Las versiones de "Suitcase", "Money", "Flying" y "Perfection" de la reedición de 1993 aparecieron en el Apple Box Set en un disco de bonificación separado, que comprendía veinte grabaciones inusuales de Badfinger, y también estaban disponibles para digital descargar. También están disponibles en estos últimos formatos tres canciones más del álbum que Apple había rechazado en 1971: una versión anterior de "Sweet Tuesday Morning", junto con "Mean, Mean Jemima" y "Loving You". Las dos últimas canciones fueron escritas por Molland y Gibbins, respectivamente, y originalmente aparecieron en No Dice en 1992. Con esta nueva edición de 2010, todas las pistas producidas por Emerick se han lanzado oficialmente.

## Recepción

### Opiniones contemporáneas
En lanzamiento en 1971, Straight Up fue muy difamado en Rolling Stone. El revisor de la revista, Mike Saunders, anteriormente un campeón de la banda, lo llamó "un álbum apenas decente, uno que es el más pobre de los tres discos de Badfinger y por mucho el menos agradable". Saunders se burló de la composición y producción, y se lamentó de que el grupo había abandonado su anterior "rock and roll descarado", y agregó: "Con Straight Up, Badfinger parece haber alcanzado ya la etapa Revolver de los Beatles: una embrutecida artería autoconsciente, una pérdida de virtudes esenciales anteriores, y demasiados problemas en general ".
Escribiendo en Disc and Music Echo, Caroline Boucher opinó: "El sonido de Badfinger es el de los Beatles en la era Rubber Soul sin la exuberancia mágica de los Beatles ... El álbum, en general, no tiene suficiente luz y sombra". Alan Niester de Creem describió las canciones producidas por Harrison como "sin excepción, la más fuerte" junto al trabajo "más común y olvidable" de Rundgren, pero encontró el nuevo sonido de la banda "una mezcla curiosamente suave y sin complicaciones de guitarras, batería y voces núbiles que realmente no van a ninguna parte o en una gran explosión de prisa". Aunque admitió su afición por los "rip-offs de los Beatle" anteriores del grupo, Niester opinó: "Badfinger estaría mejor haciendo doce de los grandes éxitos de los Beatles y haciéndolos sin toda esta pretensión de originalidad".
Otras revisiones contemporáneas compararon Straight Up con trabajos anteriores de The Beatles en una luz más favorable, con Beat Instrumental describiendo el álbum como "una buen álbum", y Jim Girard de Scene reconociendo "Perfection" y "Sometimes" como posible singles que resaltaban la importancia de Badfinger en su falta de pretensiones y potencia comercial". En la edición de diciembre de 1972 de Hit Parader, Frank Maier elogió el álbum al compararlo con No Dice y dijo: "El progreso es increíble y muy agradable ... Tiene simplicidad y, sin embargo, tiene complicaciones suficientes para evitar que sea aburrido", y destacó "Hermoso trabajo con el slide" de Harrison en "Day After Day".
En su artículo de 1979 sobre la banda en Trouser Press, Dan Matovina se lamentó de la reelaboración de Harrison de "Day After Day" en "una copia distinta de su propio sonido", desde el punto de vista de la carrera de Badfinger, mientras describía la canción y "Baby Blue". como "éxitos deslumbrantes". Matovina concluyó de Straight Up: "Lo que salió fue un gran álbum debido a las tremendas canciones, pero que carecía de vitalidad general. Además, en el proceso de la grabación, muchas pistas brillantes fueron descartadas ... Todas las canciones [lanzadas] son de primera clase, es un registro bien hecho y consistente, solo que no es exactamente lo que el grupo deseaba".

### Reconocimiento
Después de su recepción mixta en el lanzamiento, Straight Up ha sido reconocido por los críticos como el mejor álbum de Badfinger. Al revisar el lanzamiento del CD de 1993, la revista Q describió a Straight Up como "rebosante de melodías maduras e interacción de coro/estribillo", y "Más completa que sus otras selecciones de larga duración y resplandeciente con gemas nunca antes escuchadas". La NME lo consideró "una pieza del álbum que es belleza fría y dura como piedra" y aconsejó: "Ámala como a tu madre ..." En una reseña de cinco estrellas para el álbum, William Hanson de MusicHound opinó que, aunque No Dice "estableció a Ham como versátil vocalista de rock y compositor imaginativo ", Straight Up aseguró [a la banda] un lugar en la historia del pop "gracias a sus singles inolvidables".
El editor de AllMusic Stephen Thomas Erlewine escribe: "Francamente, la mayor producción, lo mejor, ya que Badfinger suena mejor cuando hay tanto trabajo en la producción como en la escritura. Aquí, no hay absolutamente nada de relleno y todos están en plena forma. 'Baby Blue' de Pete Ham es pop-power de libros de texto, riffs de fuzz irresistiblemente pegadizos y melodías de suspiros, y con sus guitarras slide de estilo Harrison, 'Day After Day' es tan hermoso que prácticamente duele ". Al tiempo que resalta el "It's Over" de Evans y particularmente la "aparición como compositor" de Molland, Erlewine concluye: "Esta excelente composición, combinada con interpretaciones nítidas y una exquisita obra de estudio, convierten a Straight Up en una de las piedras angulares del power pop, demostraron que era posible hacer guitar-pop clásico después de que su época dorada había pasado". Todd Totale del sitio web Glorious Noise describe a Straight Up como" impecablemente secuenciado" y el "mejor álbum del grupo", añadiendo que "se mantiene firme incluso en contra de los esfuerzos solitarios de los Beatles mientras alcanza las altivas gemas de mitad de período de la banda"
Al revisar las reediciones de 2010 de la producción de Apple de Badfinger, Joe Marchese de The Second Disc escribe sobre su tercer álbum: "Straight Up podría ser la obra maestra de Badfinger, y su consistencia es notable teniendo en cuenta los tres productores diversos e influyentes". David Fricke de Rolling Stone enumera a Straight Up primero entre sus cinco mejores álbumes de Apple que no son Beatle, describiéndolo como "el ápice del poder y el estallido de Badfinger, a pesar de su difícil nacimiento". En su crítica para Blogcritics, Glen Boyd opina que "con Straight Up, Badfinger entregó uno de los primeros discos de power pop de la era post-Beatles, y tal vez uno de los mejores de todos los tiempos", y admira la remasterización del álbum original .

## Lista de canciones

### Lanzamiento original
| Lado 1 |                                |                            |          |  |
| N.º    | Título                         | Vocalista                  | Duración |  |
| 1.     | «Take It All» (Pete Ham)       | Ham                        | 4:25     |  |
| 2.     | «Baby Blue» (Ham)              | Ham                        | 3:37     |  |
| 3.     | «Money» (Tom Evans)            | Evans with Molland and Ham | 3:29     |  |
| 4.     | «Flying» (Evans, Joey Molland) | Molland                    | 2:38     |  |
| 5.     | «I'd Die Babe» (Molland)       | Molland                    | 2:33     |  |
| 6.     | «Name of the Game» (Ham)       | Ham with Evans             | 5:19     |  |

| Lado 2 |                                   |                            |          |  |
| N.º    | Título                            | Vocalista                  | Duración |  |
| 7.     | «Suitcase» (Molland)              | Molland with Evans         | 2:53     |  |
| 8.     | «Sweet Tuesday Morning» (Molland) | Molland                    | 2:31     |  |
| 9.     | «Day After Day» (Ham)             | Ham with Molland           | 3:09     |  |
| 10.    | «Sometimes» (Molland)             | Molland with Evans and Ham | 2:56     |  |
| 11.    | «Perfection» (Ham)                | Ham                        | 5:07     |  |
| 12.    | «It's Over» (Evans)               | Evans with Ham             | 3:34     |  |

### Lanzamiento en CD (1993)
Canciones 1–12 de ambos lados del álbum original, incluye las siguientes pistas adicionales:
1. "Money" [Original Version] (Evans) – 4:20
2. "Flying" [Original Version] (Evans, Molland) – 2:25
3. "Name of the Game" [Original Version] (Ham) – 4:27
4. "Suitcase" [Original Version] (Molland) – 3:20
5. "Perfection" [Original Version] (Ham) – 4:41
6. "Baby Blue" [US Single Mix] (Ham) – 3:35

### Remasterizado 2010
Canciones 1–12 de ambos lados del álbum original, incluye las siguientes pistas adicionales:
1. "I'll Be the One" (Evans, Mike Gibbins, Ham, Molland) – 2:57
2. "Name of the Game" [Earlier Version] (Ham) – 4:24
3. "Baby Blue" [US Single Mix] (Ham) – 3:36
4. "Baby, Please" (Ham, Gibbins, Molland) – 3:05
5. "No Good at All" (Evans) – 2:10
6. "Sing for the Song" (Evans) – 3:20

Descarga digital Bonus
1. "Money" [Earlier Version] (Evans) – 4:21
2. "Flying" [Earlier Version] (Molland, Evans) – 2:24
3. "Perfection" [Earlier Version] (Ham) – 4:40
4. "Suitcase" [Earlier Version] (Molland) – 3:18
5. "Sweet Tuesday Morning" [Earlier Version] (Molland) – 2:33
6. "Mean, Mean Jemima" (Molland) – 3:42
7. "Loving You" (Gibbins) – 2:52

## Personal
Badfinger
- Pete Ham - voz principal y de acompañamiento, guitarra solista y rítmica, piano, órgano en "Take It All", armónica en "Perfection"
- Tom Evans - voz principal y de acompañamiento, bajo, guitarra de doce cuerdas en "Sweet Tuesday Morning" y "Perfection"
- Joey Molland: voz principal y de acompañamiento, rítmica y guitarra solista
- Mike Gibbins - batería, percusión

Músicos adicionales
- George Harrison - guitarra con "slide" en "Day After Day", guitarra en "I'd Die Babe"
- Leon Russell - piano en "Day After Day", guitarra en "Suitcase"
- Bobby Diebold - bajo en "Suitcase"
- Klaus Voormann - piano eléctrico en "Suitcase"
- Bill Collins - acordeón en "Sweet Tuesday Morning"

Producción y personal técnico
- Todd Rundgren - productor (pistas 1-4, 8, 10-12)
- George Harrison - productor (pistas 5-7, 9)
- Gene Mahon - diseño
- Richard DiLello - diseño, fotografía
- Peter Mew - ingeniero
- Mike Jarratt - ingeniero
- Marcia McGovern - directora de preproducción
- Roberta Ballard - gerente de producción

Créditos suplementarios para la reedición de CD
- Geoff Emerick - productor (solo bonus tracks)
- Andy Davis - Notas del trazador de líneas
- Dan Matovina - investigación
- Ron Furmanek - masterización, investigación

## Listas
| Australia      | Go-Set Top 20 Albums     | 16 |
| Canadá         | RPM 100 Albums           | 13 |
| Estados Unidos | Billboard Top LPs & Tape | 31 |

| Estados Unidos | Billboard Pop Albums | 59 |